# Гранд Каньон
 Тази статия е за каньона в Съединените щати.  За националния парк вижте Гранд Каньон (национален парк).  
Гранд Каньон (на английски: Grand Canyon, на хопи:Ongtupqa; на явапай:Wi:kaʼi:la, на навахо: Tsékooh Hatsoh, на испански: Gran Cañón) е дълбок и стръмен каньон, изсечен от река Колорадо в щата Аризона в САЩ. Образуван е от врязването на средното течение на река Колорадо в едноименното плато Колорадо.
Каньонът е разположен на територията на едноименния национален парк „Гранд Каньон“, на резерватите на индианците навахо, уалапаи и хавасупаи. Простира се на 446 km надолу по река Колорадо от устието на левия ѝ приток Литъл Колорадо. Дълбочината му достига до 1800 m, ширината на нивото на платото (надморска височина 2100 – 2400 m) е от 8 до 25 km, а на нивото на реката – под 1 km (на отделни участъци – до 120 m). Отвесните, на места силно разчленени склонове изобилстват от скални образувания, имащи форми на бастиони, колони и пирамиди. При врязването си реката се всича в хоризонтално залягащите скални пластове, изградени от архайски кристалинни и горнопалеозойски варовици, пясъчници, шисти и др., имащи различна окраска. Река Колорадо в Гранд Каньон има пад на водата 1,5 m/km и тече със скорост до 25 km/h..
От 1979 г. влиза в списъка на световното културно и природно наследство на ЮНЕСКО.

## Геология
Гранд Каньон е един от най-необичайните геологически обекти на планетата, поради което е много добре изследван. В него могат да бъдат намерени следи от четири геологически ери и разнообразие от скали и пещери, съдържащи богат геологически, биологически и археологически материал. Каньонът се счита за един от най-добрите примери за ерозия на почвата. В началото река Колорадо е текла по равнината, но в резултат на движението на земната кора преди около 65 милиона години, платото Колорадо се издига. В резултат на това издигане се променя ъгъла на наклона на течението на река Колорадо, вследствие на което се увеличава скоростта ѝ и способността ѝ да разрушава почвата, която лежи на пътя ѝ. Първоначално реката отмива горните варовици, а след това започва с по-дълбоките и стари пясъчници и шисти. По такъв начин се образува Гранд Каньон преди около 5 – 6 милиона години. Каньонът се задълбочава заради продължаващата ерозия.

## Природа
В пределите на каньона се наблюдава височинна зоналност, макар границите на зоните да са доста размити. С височината се изменя температурата, влажността и, съответно, фауната, почвата и растящите върху нея растения. В каньона растат смърчове, борове и ели.
Температурите на северния ръб са като цяло по-ниски от тези на южния ръб, поради по-голямата му височина. Проливните дъждове са чести през летните месеци.
Въздухът в района е един от най-чистите в САЩ. Все пак той може да бъде влошен от горски пожари и пясъчни бури.

### Флора
Каньонът е дом на около 1737 познати вида васкуларни растения, 167 вида гъби, 64 вида листнати мъхове и 195 вида лишеи. Това разнообразие се дължи основно на разликата от 2400 m от нивото на река Колорадо до най-високата точка на северния ръб на каньона. Намират се дузина ендемични растения, а около 10% от флората на парка е екзотична.
Пустинята Мохаве влияе на западните части на каньона, докато пустинята Сонора влияе на източните части. Влиянието им може да се забележи върху флората на каньона.
Ориентацията на склоновете играе важна роля за растителното разнообразие. Северните склонове получават около една трета от нормалното количество слънчева светлина, така че флората там е подобна на тази, която расте на по-голяма височина. Южните склонове получават пълно количество светлина и са покрити с растителност, типична за пустинята Сонора.

### Фауна
Боровите гори се обитават от ендемичен вид катерица – Sciurus aberti kaibabensis. В гъстите хвойнови гори, растящи близо до горната граница на каньона, се срещат черноопашати елени. Като цяло в района на каньона обитава 34 вида бозайници, сред които 18 вида гризачи и 8 вида прилепи.
В началото на есента в гората пристигат Piranga ludoviciana.
Каньонът, също така, може да е генетична бариера за някои видове, като пискюлестата катерица.

## Усвояване от човека
Коренното население на Америка (индианците) знаят за Гранд Каньон още отпреди хиляди години. Към първите признаци за живота на хората в каньона се отнасят петроглифите, които са били създадени от индианци пред около 3000 години.
През 1540 г. Гранд Каньон е открит от група испански войни под командването на Гарсия Лопес де Карденас, който пътешества в търсене на злато. Няколко испански войници, придружени от индианското племе хопи, се опитват да се спуснат на дъното на каньона, но са принудени да се върнат, поради недостиг на питейна вода. След това каньонът не е посещаван от европейци в продължение на над два века.
През 1776 г. двама испански свещеници, придружено от малък отряд войници, пътешестват надолу по Гранд Каньон в търсенето на път от Санта Фе до Калифорния.
Първата научна експедиция в Гранд Каньон, оглавявана от ветерана от Гражданската война и университетски преподавател Джон Уесли Пауъл, е проведена през 1869 г. Пауъл изследва и описва каньона.
През 1908 г. каньонът става официален национален паметник, а през 1919 г. получава статут на национален парк.
През 2013 г. Гранд Каньон е прекосен от известния американски въжеиграч Ник Валенда, който преминава над пропастта по въже, без предпазни въжета.

## Туризъм
Ежегодно Гранд Каньон е посещаван от над 4 милиона души. Сред туристите е популярно спускането с надуваеми лодки по река Колорадо.

## Смъртни случаи в Гранд Каньон
Около 770 смъртни случая са докладвани между 1800-те години и 2015 г. От смъртните случаи, случили се между 1869 и 2001 г., някои се дължат на следните причини: 53 от падания, 65 от околната среда (топлинен удар, сърдечен удар, дехидратация, хипотермия), 7 от внезапни наводнения, 79 от удавяне в река Колорадо, 242 от самолетни и вертолетни катастрофи 128 от които в катастрофата, спомената по-долу, 25 от инциденти (удар от мълния, свличания на камъни) и 23 от убийства.

### Самолетна катастрофа от 1956 г.
През 1956 г. Гранд Каньон става свидетел на най-смъртоносната пътническа авиокатастрофа в историята по това време.
Сутринта на 30 юни 1956 г. Lockheed L-1049 Super Constellation и Douglas DC-7 излитат от международното летище в Лос Анджелис с три минути разлика помежду си в източна посока. Около 90 минути по-късно двата самолета се сблъскват над каньона, в ненаблюдавано въздушно пространство.
Отломките от двата самолета падат в източната част на каньона, близо до вливането на река Малко Колорадо в река Колорадо. В катастрофата загиват всички 128 пътници и екипаж на борда на двата самолета.
Този инцидент води до установяването на въздушни линии на голяма височина и пряко радарно наблюдение на самолетите.